# Notascea straba
Notascea brevispinula là một loài bướm đêm thuộc họ Notodontidae. Nó là loài duy nhất được tìm thấy ở Cuzco region in Peru.